# Jakob Hunziker

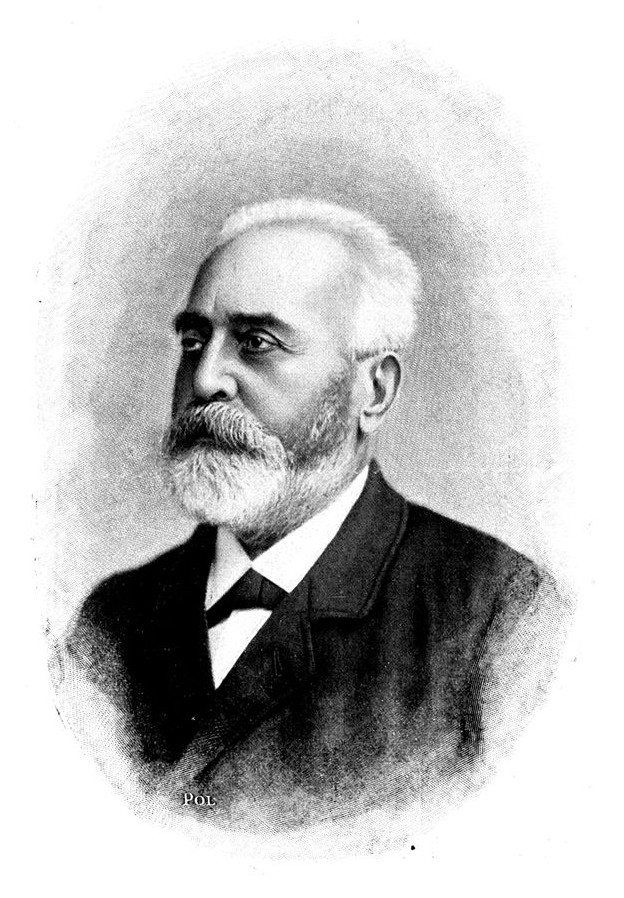
Jakob Hunziker (1827–1901)

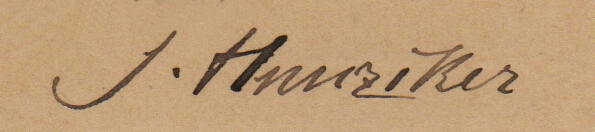

Jakob Hunziker (* 27. September 1827 in Kirchleerau; † 5. Juni 1901 in Rombach, Gemeinde Küttigen) war ein Schweizer Gymnasiallehrer und zeitweiliger Rektor an der Kantonsschule Aarau. Sein Lebenswerk bildeten seine volkskundlichen Forschungen zu den Bauernhäusern der Schweiz, die unter dem Titel Das Schweizerhaus, nach seinen landschaftlichen Formen und seiner geschichtlichen Entwicklung dargestellt 1900–1914 grösstenteils postum in acht Bänden publiziert wurden. Überdies gehörte er mit seinem Aargauer Wörterbuch in der Lautform der Leerauer Mundart von 1877 zu den Pionieren der schweizerdeutschen Dialektlexikographie.

## Leben
Jakob Hunziker wuchs als Sohn des Oberlehrers Heinrich Hunziker und der Elisabeth Hunziker-Hunziker in seinem südwestaargauischen Heimatort Kirchleerau auf. Er besuchte das Gymnasium in Aarau (die heutige Alte Kantonsschule Aarau), wo er 1848 die Matura ablegte. Anschliessend studierte er Philologie in München und Bonn. 1851–1859 unterrichtete er in Paris, erst an einer Privatschule und danach als Privatlehrer, Deutsch und klassische Sprachen, fertigte für die Bibliotheca Graeca Indices zu Platon und Plutarch an, arbeitete am Dictionnaire d’Archéologie mit, schrieb Buchbesprechungen (darunter zu Publikationen von Ernest Renan und Auguste Jal) und war als Korrespondent der Augsburger Allgemeinen Zeitung tätig. 1859 wurde er vom Kanton Aargau an dessen Kantonsschule in Aarau berufen, wo er – mit dem Titel eines Professors versehen – als Französischlehrer wirkte. 1868 heiratete Hunziker Mathilde Champ-Renaud, die Tochter eines Westschweizer Gutsbesitzers; der Ehe entsprangen drei Söhne und zwei Töchter.
Ungeachtet seiner Tätigkeit als Französischlehrer war Hunziker ein leidenschaftlicher Verfechter deutscher Sprache und Kultur. Dieser Neigung verdanken sich nicht allein eine Schrift über den «Kampf um das Deutschtum» in der Schweiz, sondern in erster Linie die beiden Nebenbeschäftigungen, mit denen Hunzikers Name dauerhaft verbunden bleiben sollte, nämlich die Unterstützung des noch jungen Schweizerischen Idiotikons mittels eines eigens erarbeiteten Wörterbuchs sowie seine umfassenden volkskundlichen Forschungen im Bereich der Bauernhausforschung. Hunziker war 1896 Mitbegründer der Schweizerischen Gesellschaft für Volkskunde und wirkte für diese mehrfach als Schiedsrichter für Preisarbeiten mit.
Überdies war er für die Geschichtswissenschaft und (frühe) Denkmalpflege tätig. 1871–1881 amtete er als Vizepräsident, 1881–1889 und 1892–1901 als Präsident der Historischen Gesellschaft des Kantons Aargau sowie 1889–1901 als Konservator des Kantonalen Antiquariums (heute Museum Aargau). Er publizierte über verschiedene archäologische Ausgrabungen in seinem Kanton und wirkte schliesslich 1898 als Leiter der Inventarisierung der im Kanton Aargau befindlichen «Altertümer». Zahlreich waren seine auch in gedruckter Form erschienenen literatur- und kulturgeschichtlichen sowie historischen Vorträge, etwa über das Rolandslied, Rousseau, Voltaire, die aargauischen Sagen, die aargauische Mundart, «Alt-Athen» oder die Bündner Wirren.
Neben seiner Lehrertätigkeit nahm Hunziker zahlreiche Ämter in der aargauischen Schulverwaltung wahr. 1868–1874 wirkte er als Rektor der Kantonsschule, während welcher Zeit er erfolglos versuchte, an seiner Schule das schweizerische Kollegialsystem durch das deutsche Direktorialsystem zu ersetzen, und hatte grossen Anteil am Zustandekommen des Schülerhauses der Kantonsschule. Er war insgesamt 16 Jahre Mitglied des aargauischen Erziehungsrates (eines dem kantonalen Schulministerium zugeordneten Gremiums), 13 Jahre lang Schulinspektor, Fachinspektor für Französisch, Mitglied und 1890–1897 Präsident der Prüfungskommission für Bezirkslehrer, 1873–1897 Mitglied der Direktion des Lehrerinnenseminars, Vorstandsmitglied und Präsident der kantonalen Lehrerkonferenz, Mitglied der Redaktionskommission des Aargauischen Schulblattes und 1889 vom Bundesrat gewähltes Mitglied der Jury für das Schulwesen an der Pariser Weltausstellung.
Hunziker wurde augenscheinlich stark von seinem Deutsch- und Philosophielehrer, dem geistreichen, aber eigenwilligen Ernst Ludwig Rochholz geprägt, mit dem er bis zu dessen Tod in regem Austausch stand. Seine Studienwahl, die spätere volkskundliche Tätigkeit sowie seine deutschnationale, zumindest zeitweise ausdrücklich grossdeutsche Gesinnung werden dem Einfluss dieses Lehrers zugeschrieben. In freundschaftlichem Kontakt stand Hunziker überdies mit dem aargauischen Regierungsrat Augustin Keller und mit Bundesrat Emil Welti, denen er wie auch weiteren Persönlichkeiten später Biographien und Nachrufe widmete.
Hunziker war neben Jost Winteler «die bedeutendste Persönlichkeit im Lehrerkollegium» der Kantonsschule Aarau. 1896 verlieh ihm die Universität Zürich den Doctor honoris causa. Hunzikers Nachlass liegt im Staatsarchiv Aargau.

## Schaffen

### «Aargauer Wörterbuch»
Nachdem 1862 in Zürich beschlossen worden war, ein Wörterbuch des Schweizerdeutschen – das nachmalige Schweizerische Idiotikon – zu erarbeiten, entschied die Kantonalkonferenz der aargauischen Lehrerschaft am 1. Oktober 1866 in Lenzburg, dem Aufruf Friedrich Staubs zur Mitarbeit zu folgen und ein aargauisches Wörterbuch als Beitrag zum gesamtdeutschschweizerischen zu erstellen. Der ursprüngliche Plan, ein Idiotikon gleich für alle Mundarten des Aargaus auszuarbeiten, wurde 1867 durch denjenigen ersetzt, zunächst ein solches einer lokalen Mundart zu verfassen, das dann als Vorbild für weitere Kleinraumwörterbücher dienten sollte (weshalb das Werk schliesslich den etwas eigenartigen Namen Aargauer Wörterbuch in der Lautung der Leerauer Mundart erhielt; weitere Wörterbücher aargauischer Ortsmundarten blieben dann freilich aus). 1871 wurde Hunziker von der Kantonallehrerkonferenz mit dessen Ausarbeitung beauftragt, und dieser entschied sich für seine eigene Mundart:

«Nicht als ob der von uns zur Darstellung gebrachten örtlichen Mundart eine besondere Eigenthümlichkeit zukäme, aber von der sprachlichen Bestimmtheit irgend Einer örtlichen Mundart mußte ausgegangen werden, sollte nicht ein unstätes Schwanken zwischen verschiedenen mundartlichen Spielarten die Zuverlässigkeit unserer Erhebungen von Anfang an beeinträchtigen. Wenn dieses feststund, so schien die Mundart meines Heimatortes die geeignetste, um innerhalb freiwilliger Beschränkung auf dieselbe die größtmögliche Sicherheit und Vollständigkeit zu erzielen.»

Im Vorwort zu diesem (allenfalls von Titus Toblers Appenzellischem Sprachschatz von 1837 abgesehen) ersten modernen Dialektwörterbuch der Schweiz legt Hunziker detailliert Grundgedanken des dialektologischen Arbeitens vor, die bis heute Bestand haben. Das Werk umfasst in einem ersten Teil eine rund 120 Seiten umfassende Lautlehre der Leerauer Mundart, in deren Formulierung Hunziker von Jost Winteler, Lehrerkollege in Aarau und Pionier der dialektalen Phonetik, unterstützt worden ist. Das anschliessende, 331 Seiten starke eigentliche Wörterbuch beschränkt sich nicht auf die Lexik, sondern belegt diese überdies mit Beispielsätzen und Redensarten, ergänzt sie um eingehende grammatische Erörterungen, gibt den sogenannten Funktionswörtern wie dem Artikel oder den Präpositionen breiten Raum und schliesst auch Interjektionen und selbst Kinderlaute nicht aus; Unterstützung erhielt Hunziker hier durch den Gründer des Schweizerischen Idiotikons, Friedrich Staub. Sein Aargauer Wörterbuch von 1877 bildet wie die zwei Jahre später erschienene Basler Mundart von Gustav Adolf Seiler einen Meilenstein der schweizerdeutschen Dialektlexikographie.
Hunzikers Wörterbuch wurde 2019 von einem Team um Matthias Friedli vom Schweizerischen Idiotikon und Dieter Studer-Joho vom Phonogrammarchiv der Universität Zürich digitalisiert und Ende desselben Jahres online gestellt. Die Website bietet überdies zahlreiche weitere Informationen zu den aargauischen Mundarten.

### «Das Schweizerhaus»
Kaum hatte Hunziker sein Wörterbuch vollendet, wandte er sich der von seinem Zeitgenossen Ernst Georg Gladbach begründeten schweizerischen Bauernhausforschung zu. Bis 1900 lagen die Manuskripte für sieben Bände vor, in denen er die ländlichen Haustypen aller Regionen der Schweiz dokumentierte. Band 1 galt dem Wallis, Band 2 dem Tessin, Band 3 Graubünden, Glarus und dem südlichen St. Gallen, Band 4 der Westschweiz, Band 5 («Das dreisässige Haus») dem deutschsprachigen Mittelland zwischen Saane und Thur sowie dem alemannischen Jura, Band 6 («Das dreisässige Haus, 2. Abteilung: Das schwäbische Haus») der Nordostschweiz und Band 7 («Das Länderhaus») den nordostschweizerischen Alpen und Voralpen, der Innerschweiz, dem Berner Oberland und dem waadtländischen Pays d’Enhaut. Hunziker konnte vor seinem Tod nur noch den ersten Band herausgeben. Die Herausgabe des zweiten Bandes versah Jost Winteler, und alle weiteren wurden von Constanz Jecklin betreut. Dieser übernahm es auch, das von Hunziker angekündigte, aber erst aus Vorarbeiten und Vorträgen zu rekonstruierende synoptische «Schlusswort» zu verfassen, das Register zu erstellen und die Karte über die Haustypen zu zeichnen, die zusammen den achten Band bilden. Die «Gesamtübersicht», welche «in bezug auf ethnologische und ethnographische Fragen die Resultate der vorausgegangenen Untersuchung […] vereinigen» sollte, blieb allerdings ungeschrieben. Mit Hunzikers Werk hat die Schweiz eine «einzigartige […] Stoffsammlung, wie sie kein anderes Land besitzt für eine Zeit, aus der schon so viele der dargestellten Häuser verschwunden sind».
Neu im Vergleich mit bisherigen Publikationen zum Schweizer Bauernhaus war die Berücksichtigung auch scheinbar unbedeutender Gebäude sowie die reiche Ausstattung der Bände mit Plänen und Photographien. Eine Besonderheit war überdies, dass Hunziker nicht nur die «technisch genaue Aufnahme» der Gebäude im Auge hatte, sondern einen Fokus auch auf die Sprache legte, wozu er erneut mit der Redaktion des Schweizerischen Idiotikons zusammenarbeitete:

«Ein weiteres Hilfsmittel, das dem Techniker als solchem vollständig entgeht, bietet die Nomenklatur. Die Sprache ist ein in hohem Maße konservatives Element. Sie bewahrt uns heute noch die Erinnerung an Bauformen, die seit Jahrhunderten aus der Wirklichkeit verschwunden sind. Sie allein kontrolliert auch in letzter Instanz den Funktionswert des einzelnen Bauglieds. Ob ich den betreffenden Raum «ērm» oder «Korridor» nenne, ändert an seiner heutigen Form und Funktion gar nichts und kann also dem Techniker als solchem vollkommen gleichgültig sein, aber die bloße Benennung des ērm weist trotzdem unwiderleglich nach, daß die Funktion des so benannten Raumes einst eine ganz andere gewesen als die moderne Bezeichnung vermuten läßt.»

Hunziker war ein Vertreter der ethnischen Theorie, nach welcher «die zerstreute Dorfanlage germanischen und die geschlossenen Flecken romanischen Ursprungs seien, daß die deutsche Bauart den Holzbau, die romanische den Steinbau bevorzuge, daß das romanische Haus aus dem altrömischen abzuleiten sei, während das deutsche auf das Vorbild des altgermanischen Gehöftes zurückgehe». Diese Sicht ist heute überholt: Streusiedlungen finden sich in später besiedelten, Haufendörfer in der Regel in schon früher erschlossenen Räumen, die Wahl von Holz- und Steinbau liegt in den natürlichen Gegebenheiten und nicht in ethnischen begründet, und die heutigen Hausformen sind nicht im Altertum entstanden, sondern gehen auf das Spätmittelalter und die frühe Neuzeit zurück. Hunzikers Dokumentation der Bauernhaustypen wurde 1965–2019 abgelöst durch die von der Schweizerischen Gesellschaft für Volkskunde herausgegebene Reihe Die Bauernhäuser der Schweiz.

## Publikationen (Auswahl)
Eine von Jost Winteler vorgenommene Zusammenstellung von Hunzikers zahlreichen Publikationen findet sich in Argovia 1901, S. III–XI, die in desselben Erinnerungen an Dr. Jakob Hunziker, Aarau 1902, S. 29 f. ergänzt wird.
- Aargauer Wörterbuch in der Lautform der Leerauer Mundart. Sauerländer, Aarau 1877 (Digitalisat). Nachdrucke Sändig, Wiesbaden 1968 und Sändig, Vaduz 1989. Interaktives Digitalisat auf hunziker2020.ch.
- Augustin Keller. Ein Lebensbild, dem aargauischen Volke gewidmet. Sauerländer, Aarau 1883.
- Jugenderinnerungen eines alten Schulmeisters. Sauerländer, Aargau 1887 (anonym; die Erinnerungen seines Vaters Heinrich Hunziker vom Sohn Jakob publiziert;[10] in Mundart).
- Ernst Ludwig Rochholz. Sauerländer, Aarau 1893 (Beilage zum Programm der Aargauischen Kantonsschule für das Schuljahr 1892/93).
- Das Bauernhaus im Grossherzogthum Baden verglichen mit demjenigen der Schweiz. In: Schweizerisches Archiv für Volkskunde 2 (1898), S. 89–105, 193–214.
- Schweiz. Lehmann, München 1898 (Der Kampf um das Deutschtum, Heft 10).
- Das Schweizerhaus, nach seinen landschaftlichen Formen und seiner geschichtlichen Entwicklung dargestellt. Bände I–VIII. Sauerländer, Aarau 1900–1914.
- Emil Welti im Aargau. In: Argovia 28 (1900), S. 1–79 (Digitalisat).